# Оренбурзьке козацьке військо

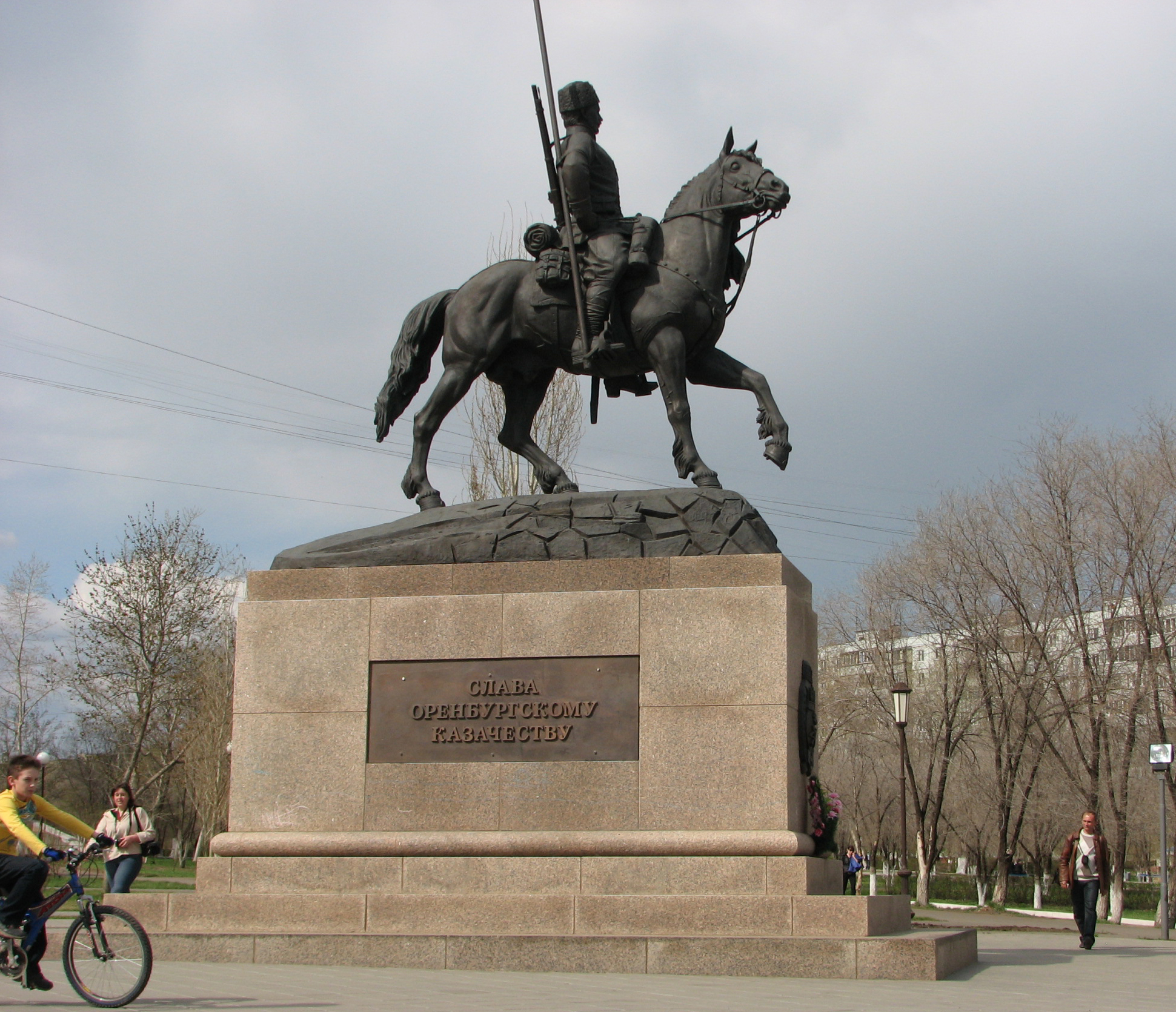
Пам'ятник оренбурзькому козацтву

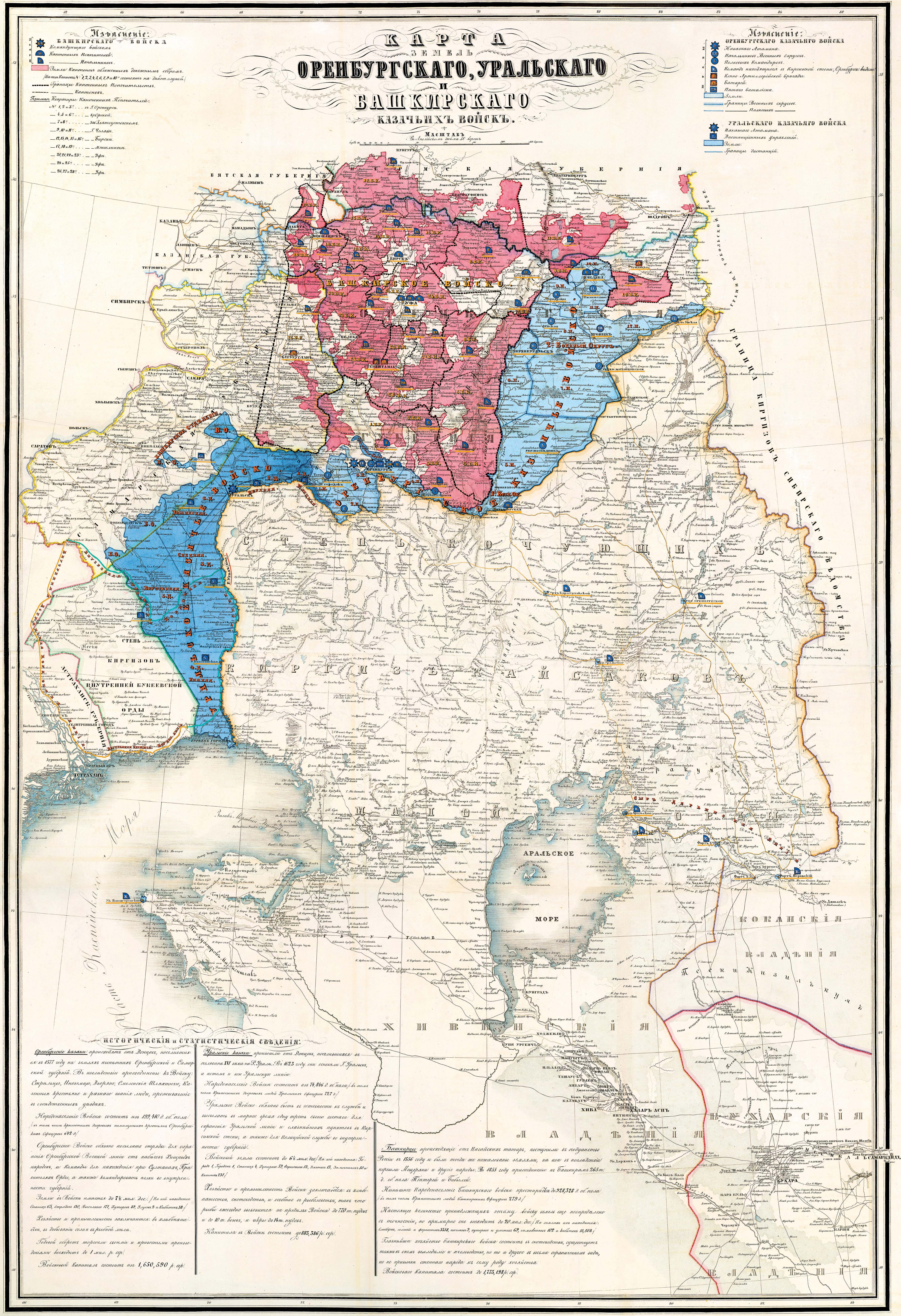
Карта земель оренбурзького, уральського і башкірського військ

Оренбурзьке козацьке військо, Оренбурзькі козаки — частина козацтва в дореволюційній Росії, що розміщувалася в Оренбурзькій губернії (нині Оренбурзька область, частина Челябінської області і Башкортостан). 
Після початку будівництва Оренбурзьких укріплених ліній (1734) для їх оборони і колонізації краю і заснування Оренбурга (1735) сюди були переселені уфімські, ісетські, самарські і ін. козаки і в 1748 створений Оренбурзький нерегулярний корпус, з частини якого в 1755 в Оренбурзі утворений 2-тис. Оренбурзький козацький корпус (або військо). У 1773—75 оренбурзькі козаки брали участь в Селянській війні під керівництвом Е. І. Пугачова. У 1798 в Оренбурзьке козацьке військо були включені всі козацькі поселення на Південному Уралі, окрім уральських козаків. Положенням 1840 були визначені межі військової землі і встановлений склад війська в 10 кінних полків і 3 артилерійських батареї (всього населення в середині 19 ст. становило близько 200 тис. чіл.).
Оренбурзьке козацьке військо вперше брало участь в російсько-шведській війні 1788—90, а потім у всіх війнах, які вела Росія, і в завоюванні Середньої Азії. 
Оренбурзьке козацьке військо складалося з 2 округів (з 1878 з 3 відділів). У 1916 козацьке населення налічували 533 тис. чіл., військова земля — 7,45 млн десятини. У мирний час на початку 20 ст. Оренбурзьке козацьке військо виставляло 6 кінних полків, 3 артилерійських батареї, 1 кінний дивізіон, 1 гвардійська і 2 окремих сотні. Під час І світової війни 1914—18 воно виставило 18 кінних полків, 9,5 батарей, 1 кінний дивізіон, 1 гвардійська сотня, 9 піших сотень, 7,5 запасних і 39 окремих і особливих сотень (всього 27 тис. чіл.). 
Після Жовтневого перевороту 1917 року оренбурзькі козаки відмовилися визнавати владу більшовиків, і встановили свою владу у регіоні, створивши державне утворення Оренбурзьке козацьке коло. У 1920 було ліквідовано у зв'язку з скасуванням козацтва, як класу.

## Дивись також
- Ногайбаки - татаромовні ногайські козаки оренбурзького війська